# Fiat 126
FIAT 126 (Type 126, „Малюк“, пол. Maluch) — міський автомобіль, що випускався фірмою Fiat і представлений публіці в жовтні 1972 року на автосалоні в Турині як заміна Fiat 500. Велика частина машин була виготовлена в Польщі під назвою Polski FIAT 126p. У 1993 році як заміна 126 моделі прийшов Fiat Cinquecento з переднім розташуванням двигуна.
Всього виготовлено 4'673'655 автомобілів.

## Історія

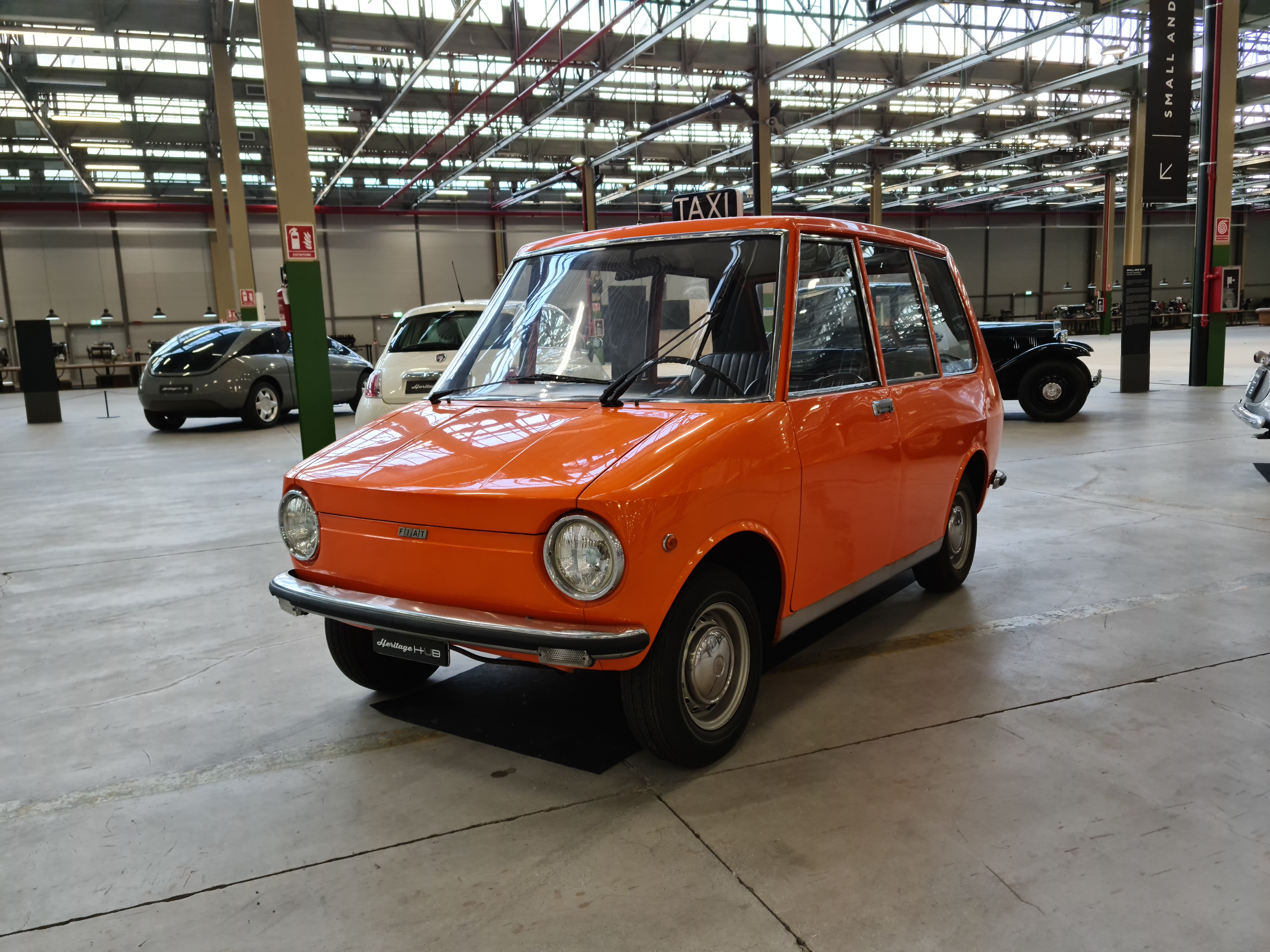
Fiat City Taxi concept car (1968) провісник моделі Fiat 126

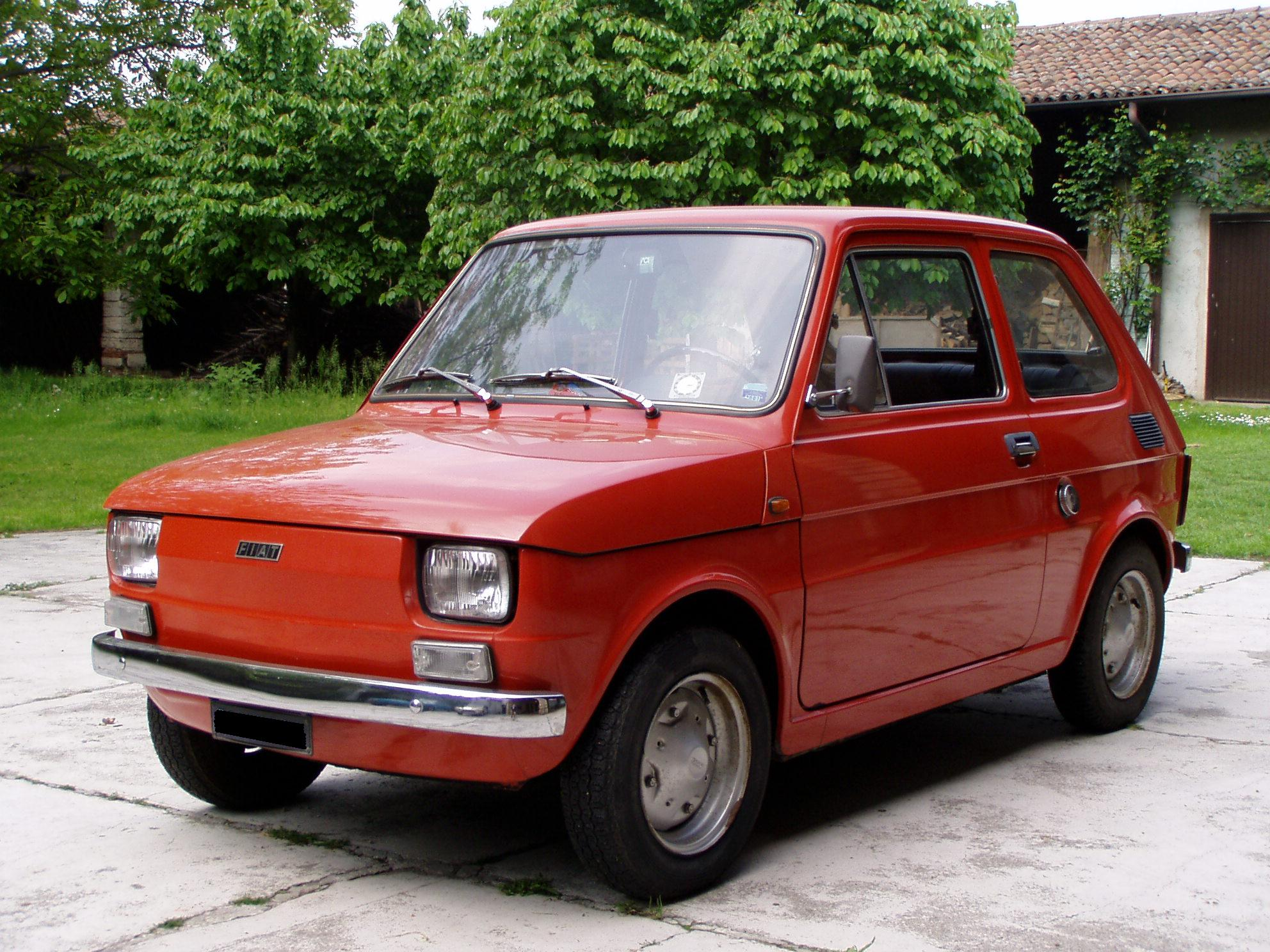
FIAT 126

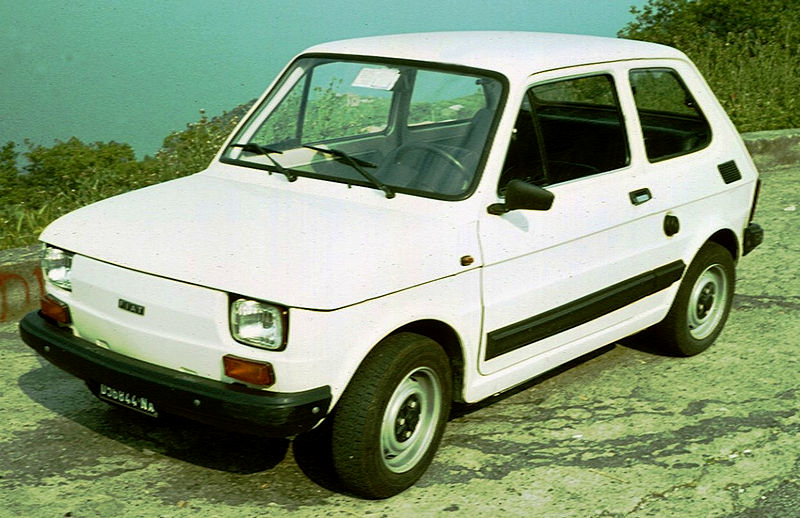
Італійський FIAT 126, незначно відрізняється від Polski FIAT 126p

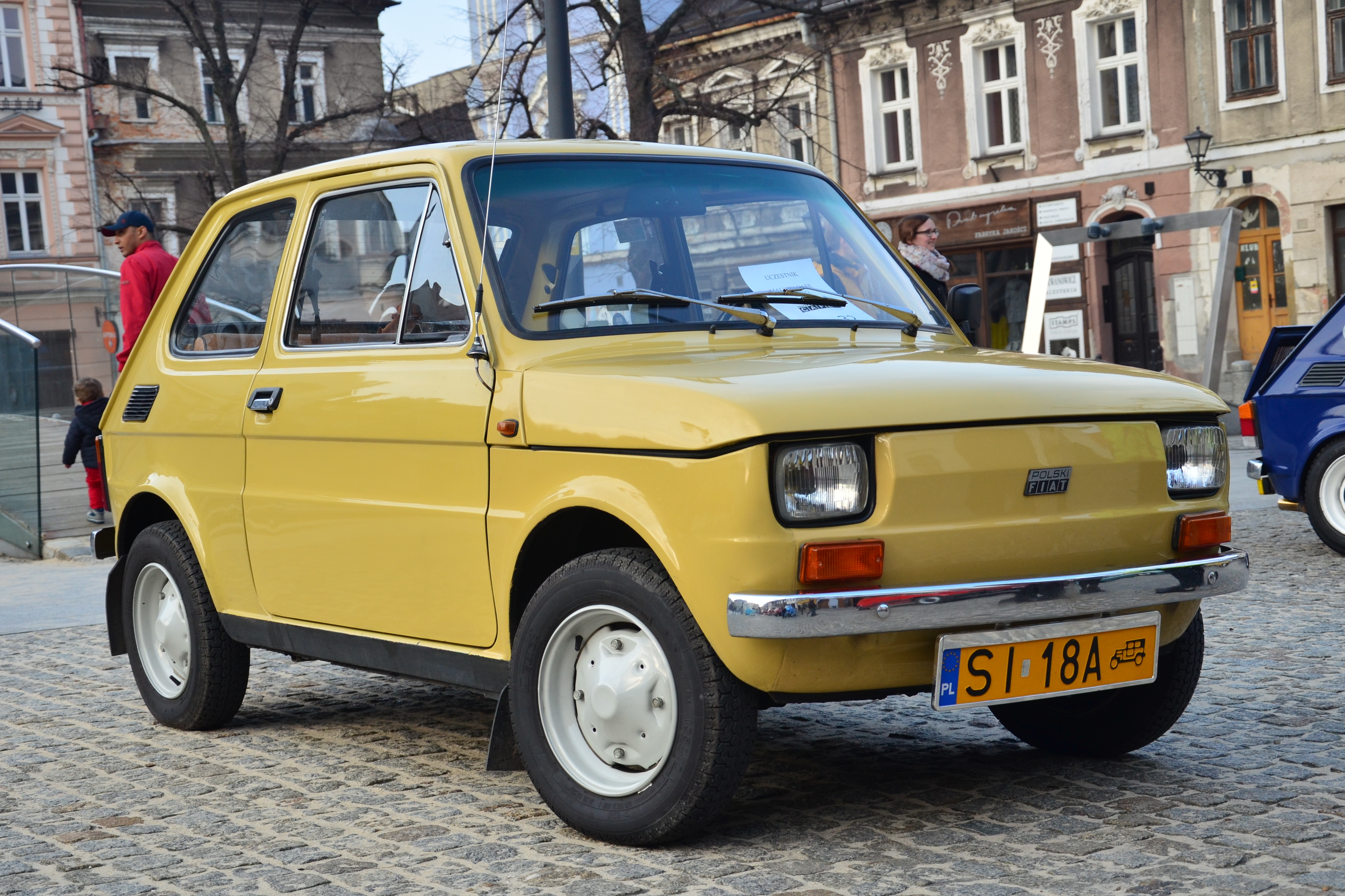
Польський FIAT 126p

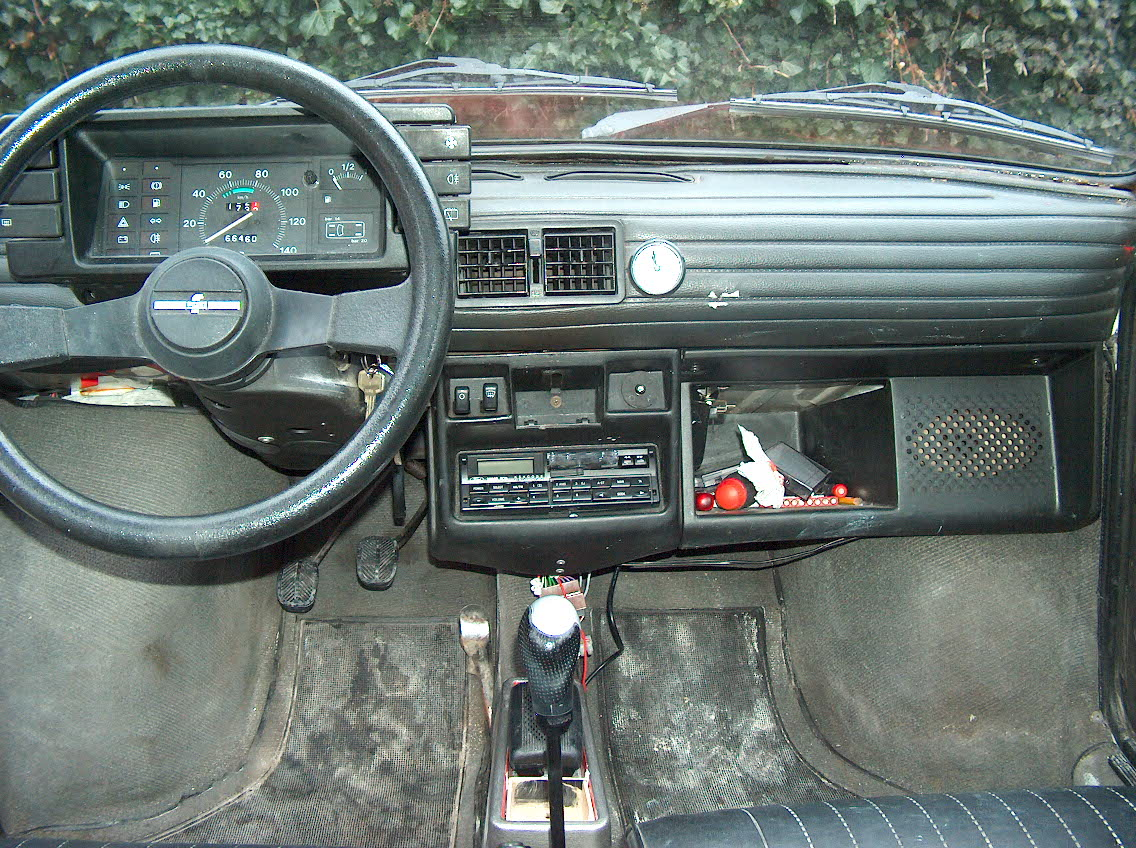

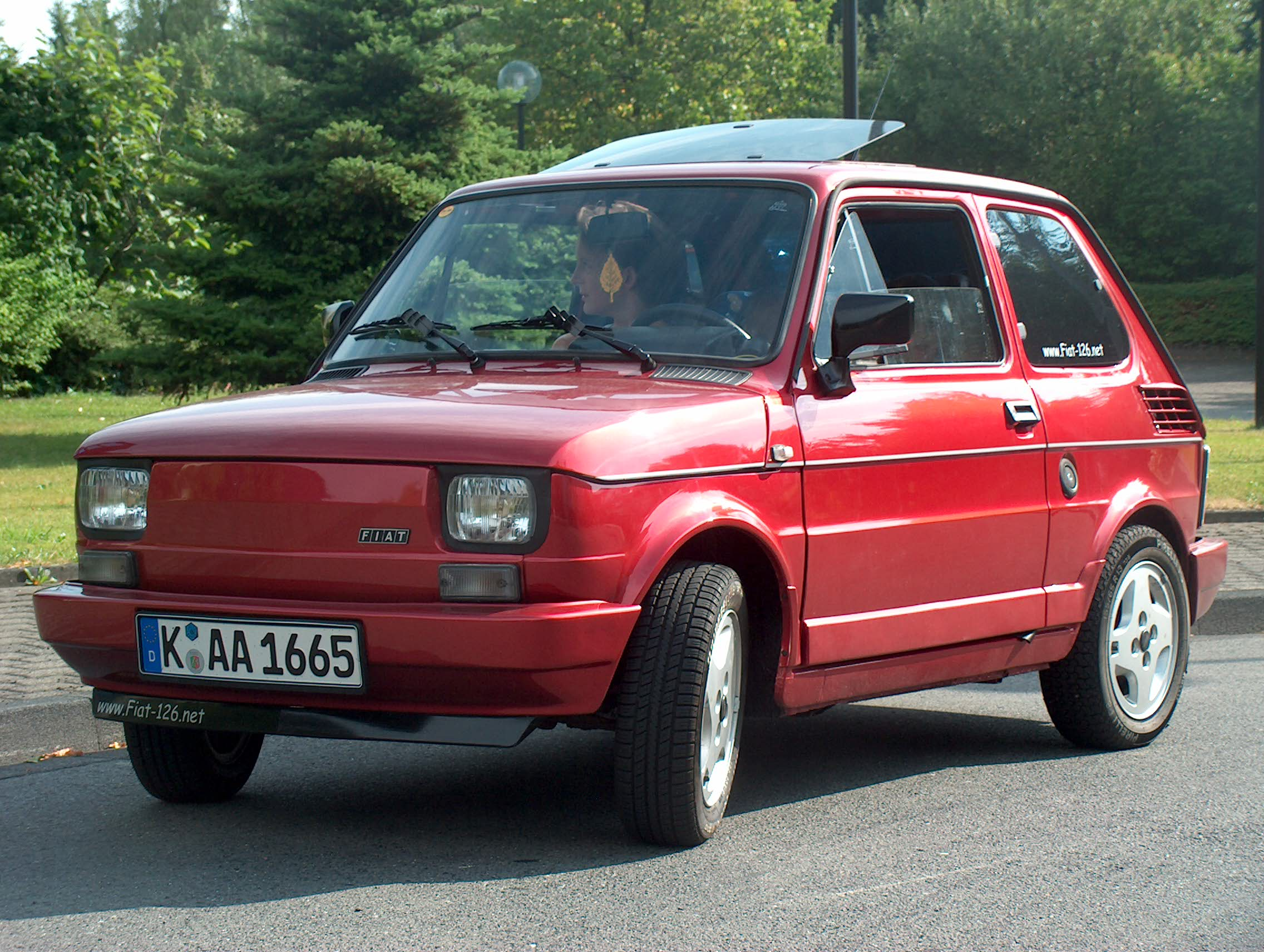
FIAT 126 BIS

У FIAT 126 було використано багато технічних рішень його попередника, з яким його ріднить спільна колісна база, але спеціально для Фіата 126 був розроблений кузов, що зовні нагадує злегка зменшений Fiat 127.
Об'єм двигуна був збільшений з 594 см3 до 652 см3 до кінця 1977, коли діаметр циліндрів двигуна був збільшений з 73,5 до 77 мм. Потужність двигуна залишилася колишньою, (17 кВт, 23 к.с.), проте крутний момент виріс з 39 Нм (4,0 кгс м) до 43 Нм (4,4 кгс м).
Надалі, об'єм двигуна виріс до 704 см3 в рестайлінговій версії Фіат Fiat 126 Біс (1987—1991), в якій потужність двигуна зросла до 26 к.с.
В Італії автомобіль випускався на заводах в Кассіно і Терміні-Імересе до 1980-х.
Пізніше автомобіль випускався в Польщі на заводі малолітражних автомобілів (FSM) з 1973 по 2000 рік, під назвою Польський Fiat 126p. Навіть після появи моделі 126 BIS (з двигуном 126p з водяним охолодженням польської розробки) 126p продовжував випускатися для польського ринку. Також автомобіль випускався за ліцензією на заводі Застава в Югославії. У 1984 році була проведена модернізація зовнішнього вигляду 126 моделі, вона отримала пластикові бампери і нову панель приладів (модель отримала найменування Fiat 126p FL). У 1994 році був оновлений зовнішній вигляд моделі 126p, вона отримала деякі елементи оформлення від Fiat Cinquecento і стала називатися Fiat 126 EL. Модель Fiat 126 ELX отримала каталітичний нейтралізатор.
Незважаючи на хороший маркетинговий підхід, популярність 126 моделі не досягла рівня Фіат 500. Всього вироблено 1'352'912 автомобілів в Італії, 3'318'674 в Польщі, 2'069 в Австрії (відсутні дані про кількість машин вироблених в Югославії).
Деякий час "Малюх" був найменшою машиною світу.

## Опис
FIAT 126 — це задньопривідний автомобіль класу суперміні, який комплектується залежною пружинною підвіскою зі стабілізатором поперечної стійкості. Передні і задні колеса оснащуються барабанними гальмами. Тип рульового управління автомобілем — черв'ячний редуктор. Під час їзди салон автомобіля не відрізняється особливою герметизацією, саме тому в ньому присутній аеродинамічний шум і вібрації від роботи двигуна.
Інтер'єр автомобіля дуже простий — обшита пластиком проста приладова панель і тканинні сидіння. Сидіння водія вважається незручним і пласким. На жаль, таке крісло не здатне забезпечити потрібну поперекову підтримку. Салон Fiat 126 розрахований на 4 людини, що дивно, з огляду на зовнішні габарити автомобіля. Максимальний обсяг багажника дорівнює 555 л, а мінімальний — 110 л.
Протягом довгого періоду часу екстер'єр цього 2-дверного авто залишався незмінним, потім в 1984 році виробники додали нові пластикові бампера на ФІАТ 126. Хетчбек комплектувався фарами головного світла RHD, які на даний момент вже знято з виробництва. Габарити автомобіля дорівнюють: довжина — 3054 мм, ширина — 1'377 мм, висота — 1'337 мм, колісна база — 1839 мм і дорожній просвіт — 140 мм. Споряджена маса Фіата дорівнює 580 кг.

## Двигуни
- 594 см³ І2, 23 к.с.
- 652 см³ І2, 24 к.с.
- 703 см³ І2, 25,2 к.с. (126 BIS)

## Виробництво
в Польщі
Дані в таблиці не включають модель польського Fiat 126 bis, вироблену в 1987—1991 роках в Тихи.
| Рік    | Бельсько-Бяла | Тихи    | Всього  |  | Рік  | Бельсько-Бяла | Тихи      | Всього    |
| ------ | ------------- | ------- | ------- |  | ---- | ------------- | --------- | --------- |
| 1973   | 1500          | —       | 1500    |  | 1987 | 62 505        | 117 805   | 180 310   |
| 1974   | 10 007        | —       | 10 007  |  | 1988 | 63 620        | 82 409    | 146 029   |
| 1975   | 20 015        | 11 512  | 31 527  |  | 1989 | 64 001        | 85 759    | 149 760   |
| 1976   | 21 503        | 60 126  | 81 629  |  | 1990 | 59 849        | 94 228    | 154 077   |
| 1977   | 24 987        | 120 027 | 145 014 |  | 1991 | 47 419        | 70 088    | 117 507   |
| 1978   | 23 955        | 162 681 | 186 636 |  | 1992 | 61 135        | —         | 61 135    |
| 1979   | 27 365        | 177 699 | 205 064 |  | 1993 | 69 549        | —         | 69 549    |
| 1980   | 33 291        | 181 141 | 214 432 |  | 1994 | 49 899        | —         | 49 899    |
| 1981   | 27 228        | 122 269 | 149 497 |  | 1995 | 54 947        | —         | 54 947    |
| 1982   | 33 503        | 122 879 | 156 382 |  | 1996 | 60 418        | —         | 60 418    |
| 1983   | 40 398        | 145 150 | 185 548 |  | 1997 | 47 392        | —         | 47 392    |
| 1984   | 51 729        | 143 296 | 195 025 |  | 1998 | 36 556        | —         | 36 556    |
| 1985   | 58 573        | 138 416 | 196 989 |  | 1999 | 28 444        | —         | 28 444    |
| 1986   | 60 137        | 140 503 | 200 640 |  | 2000 | 12 400        | —         | 12 400    |
| Всього |               |         |         |  |      | 1 152 325     | 1 975 988 | 3 128 313 |

За іншими даними, у 2000 році було вироблено 12'411 одиниць.
У 1973—2000 роках в Польщі було виготовлено 3'318'674 примірників.
Загальна кількість
Всього було випущено близько 4'673'656 одиниць, з яких 3'318'674 авто були випущені в Польщі.
| Виробник             | Роки | 1972—1980 | 1973—2000 | 1975—2000 | 1973—1976 | Сума      |
| -------------------- | ---- | --------- | --------- | --------- | --------- | --------- |
| FIAT (Італія)        |      | 1.352.912 |           |           |           | 1.352.912 |
| FSO (Polski FIAT)    |      |           | 1.152.325 |           |           | 1.152.325 |
| FSM (Polski FIAT)    |      |           |           | 2.166.349 |           | 2.166.349 |
| Steyr-Puch (Австрія) |      |           |           |           | 2.070     | 2.070     |
| Сумарно              |      |           |           |           |           | 4.673.656 |

### Fiat 126 BIS
У 1985 році почалися роботи по глибокій модернізації польського Fiat 126p (робоча назва «Рестайлінг»). У комплект входив двигун з рідинним охолодженням, збільшений вантажний простір і тридверний кузов (хетчбек). Автомобіль призначався в першу чергу на експорт. Виробництво Fiat 126 BIS почалося 23 квітня 1987 року. Він був представлений у вересні 1987 року на Франкфуртському автосалоні. Паралельно з BIS випускалася дводверна версія.
У машину було внесено понад 800 змін, до них увійшли майже всі компоненти, а їх розробка значною мірою була справою рук поляків. Автомобіль, завдяки додаванню третіх дверей, характеризувався кузовом хетчбек. У третіх дверях було встановлено більше вікно, що покращило огляд ззаду. Місткість заднього багажника становила 110 дм³, після зняття задньої полиці і складання спинки багатомісного сидіння вона збільшувалася до 480 дм³. У поєднанні з об'ємом переднього багажника 55 дм³ це дало багажний простір 535 дм³. Значні зміни були внесені в двигун, наприклад, тип охолодження був змінений на систему охолоджуючої рідини і переведений в лежаче положення. Силовий агрегат мав властивість перегріватися. Під переднім капотом розташований нагрівач, який підключається до контуру теплоносія. Блок двигуна, головка блоку циліндрів і масляний піддон були виготовлені з легких металевих сплавів. Було змінено зчеплення, збільшивши його діаметр і поверхню тертя, і впровадивши в диск зчеплення гаситель крутильних коливань. Передавальне число кінцевого приводу було знижено до 4,333. Автомобіль був оснащений більшими 13-дюймовими шосейними колесами з безкамерними шинами розміром 135/70 SR 13 і рейковим рульовим механізмом з саморегулюючим кліренсом зубів. BIS не був конструктивно пристосований для тяги причепів.
Польський Fiat 126 BIS вироблявся на заводі FSM в Тихах до початку виробництва моделі Cinquecento в 1991 році. У базовій моделі періодично використовувалися деякі елементи моделі BIS, такі як рейкова трансмісія і колеса більшого розміру. На базі двигуна моделі BIS була розроблена силова установка для Cinquecento 700.
В Польщі вироблено 190'361 екземплярів Fiat 126 BIS (по роках: 1987 – 24'198, 1988 – 60'416, 1989 – 58'157, 1990 – 35'605, 1991 – 11'985).

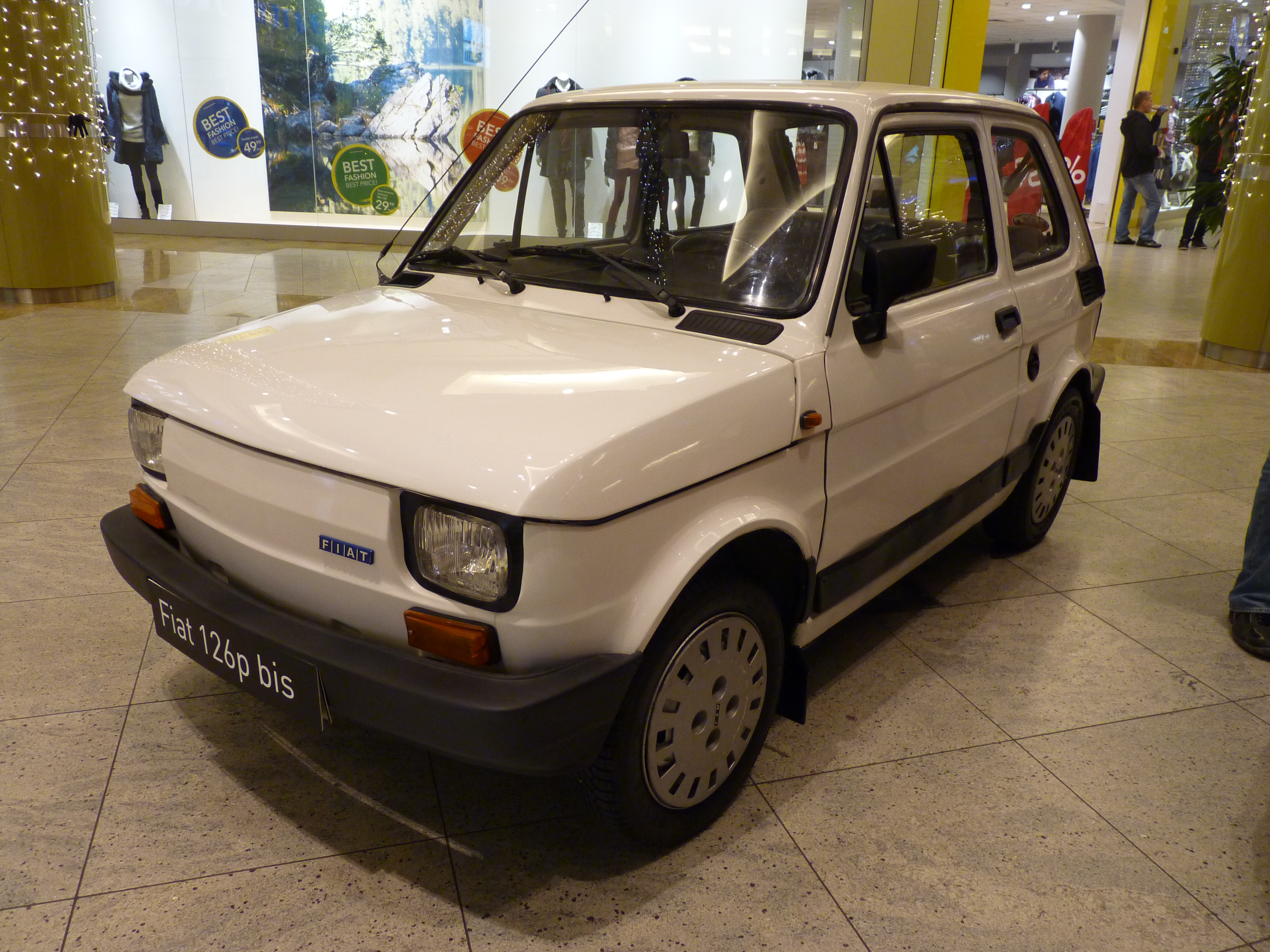
Fiat 126 BIS спереду
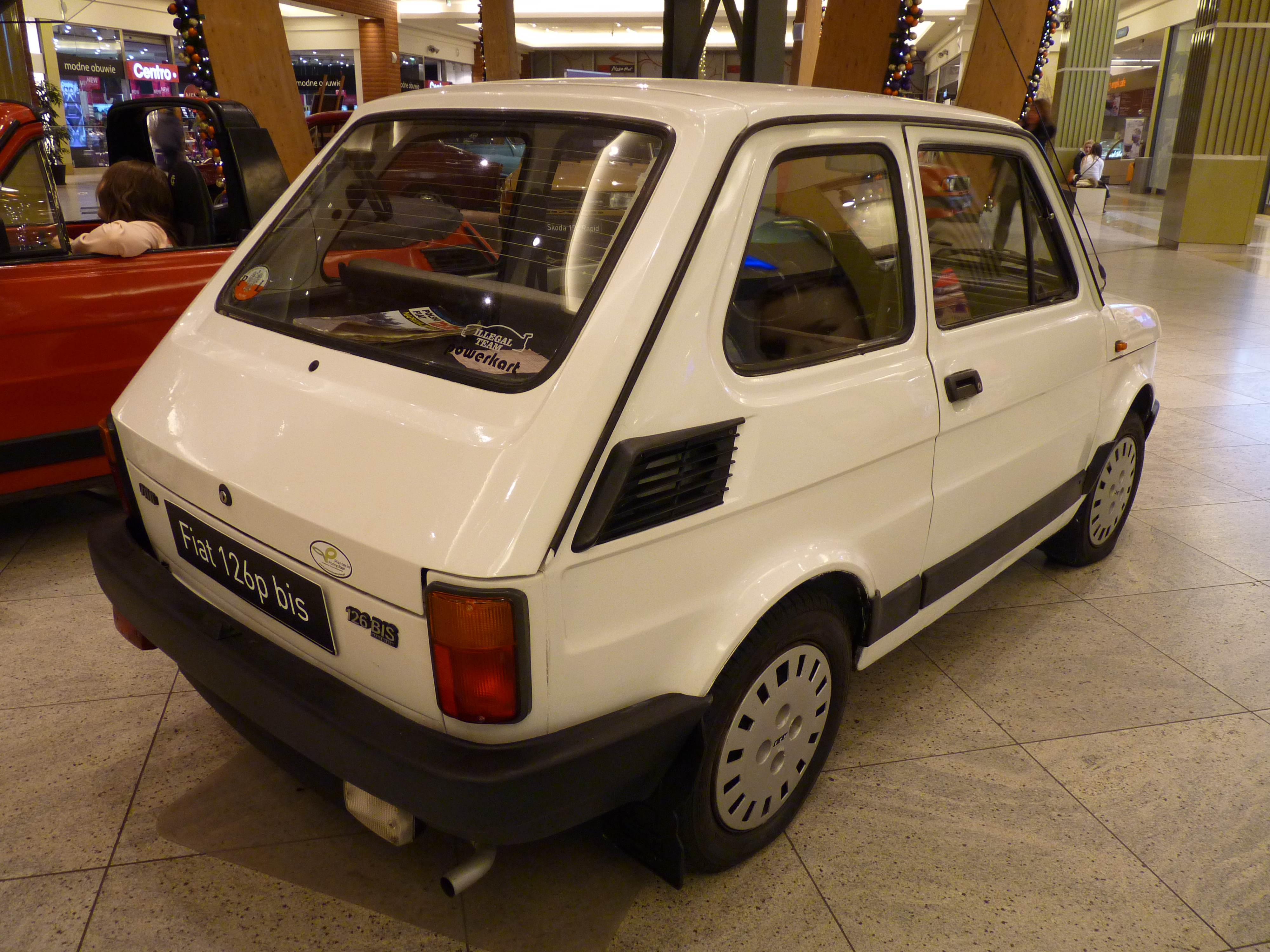
Fiat 126 BIS ззаду
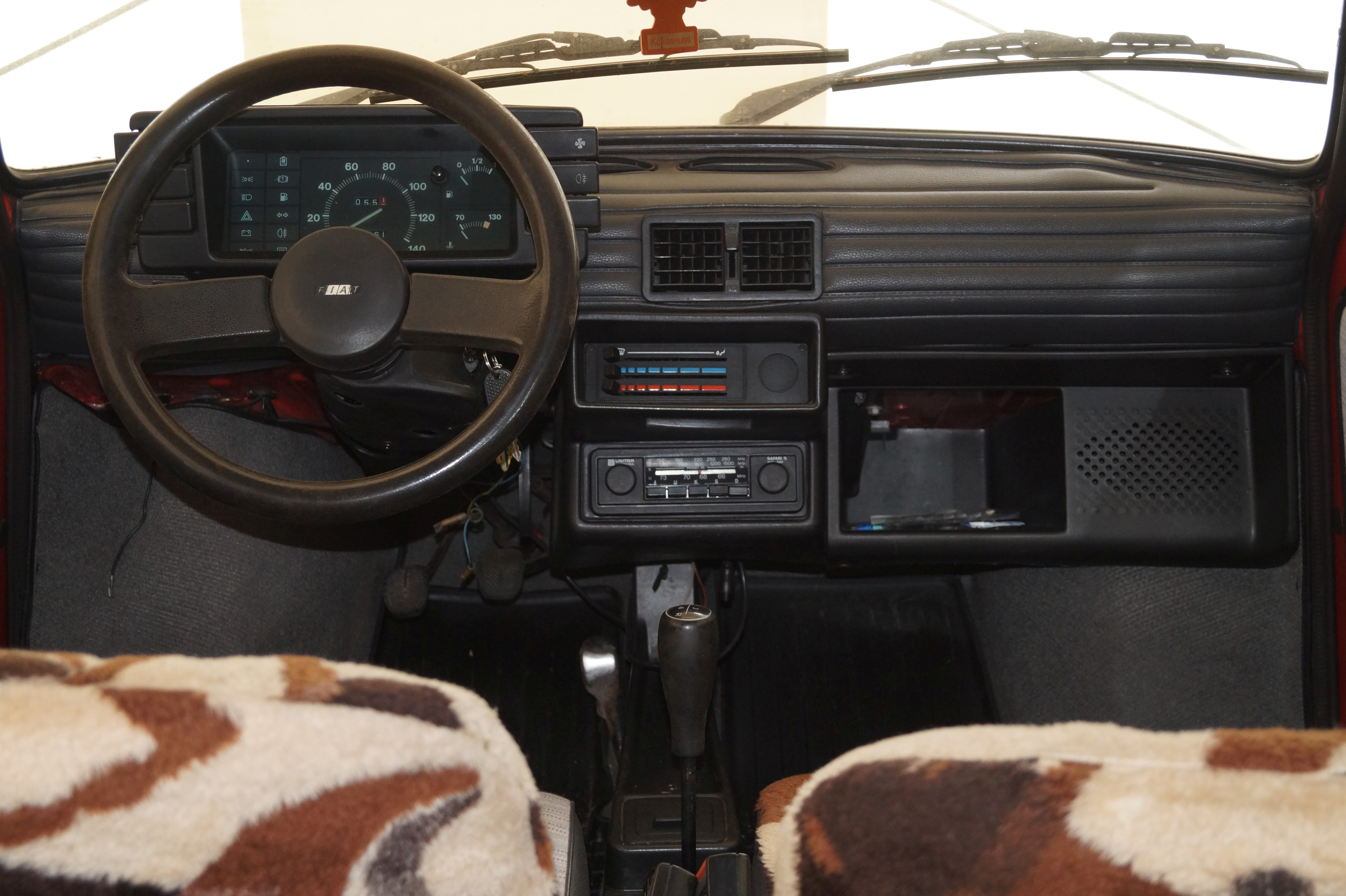
дошка приладів Fiat 126 BIS
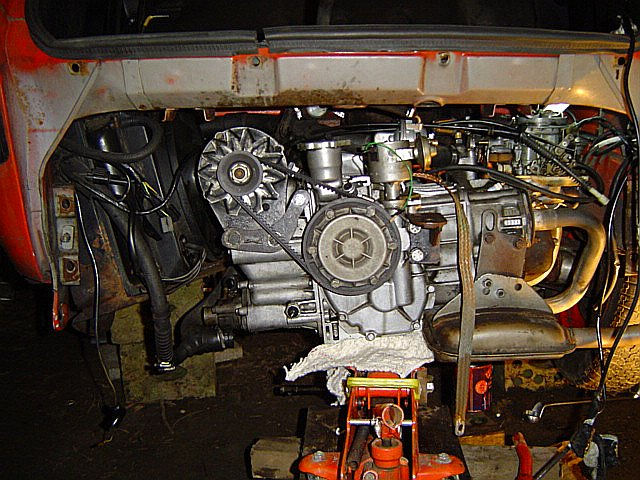
двигун Fiata 126 BIS
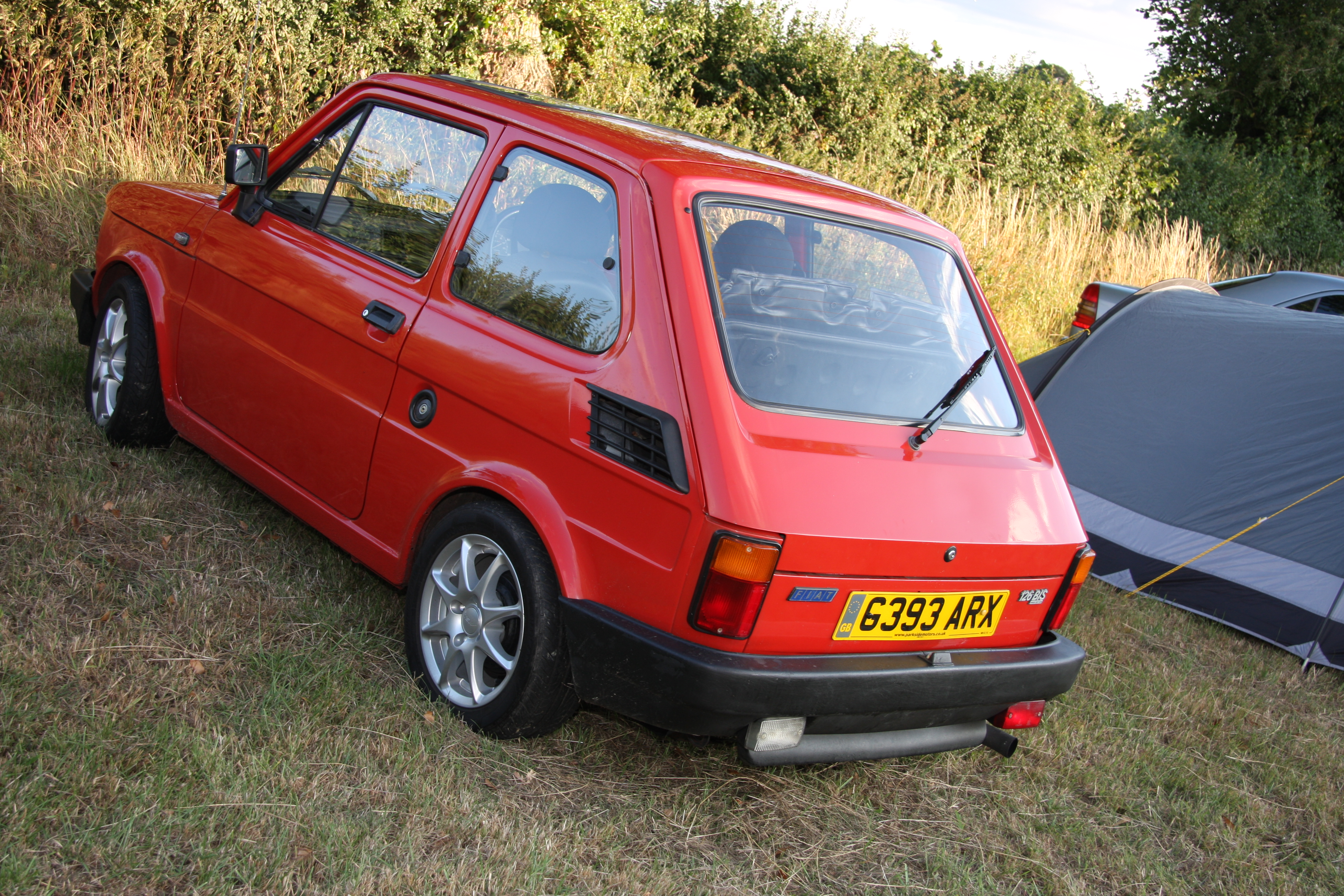
Fiat 126 BIS у Великій Британії

### Polski Fiat/BOSMAL 126p Cabrio

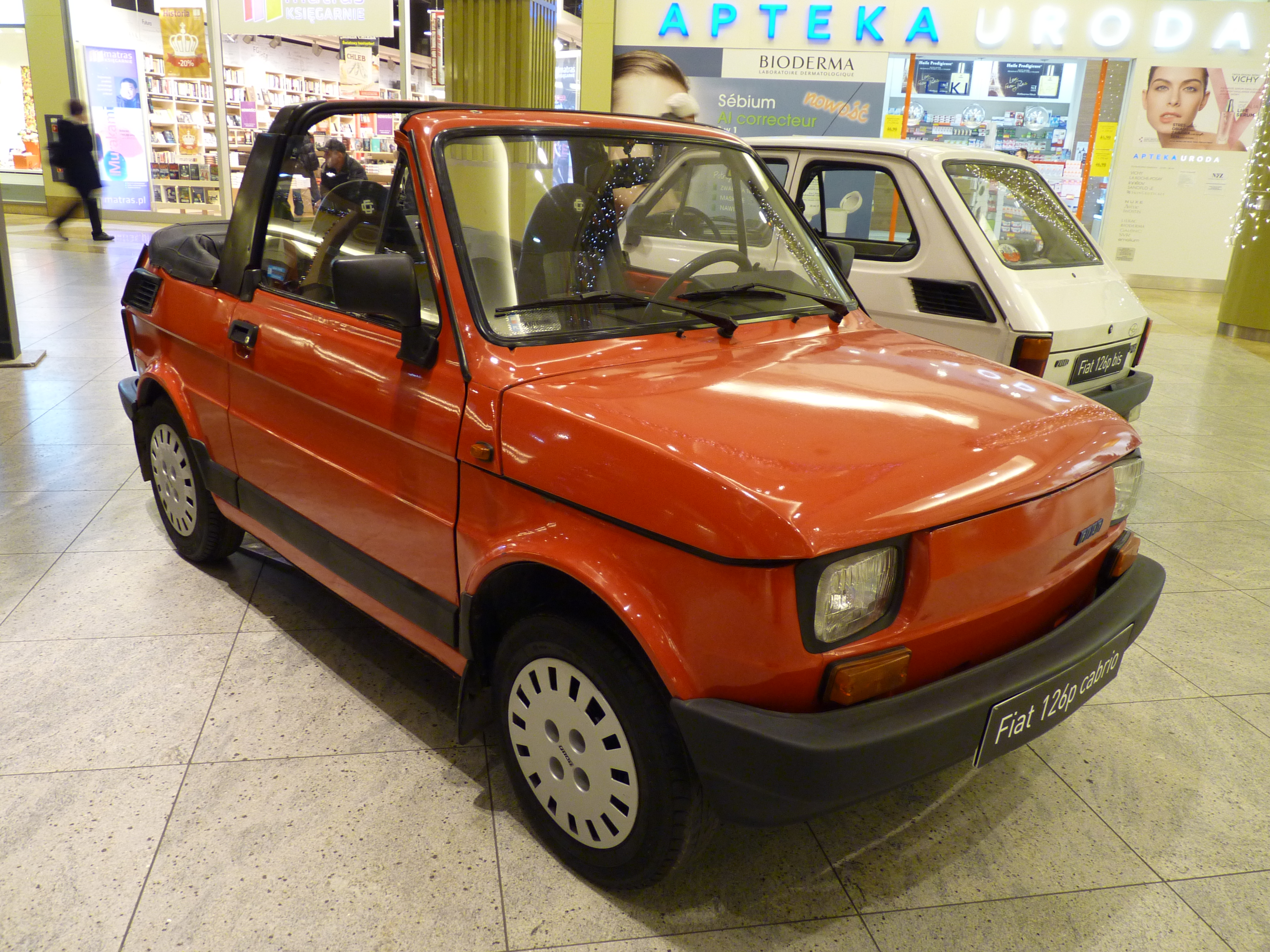
Polski Fiat 126p Cabrio спереду
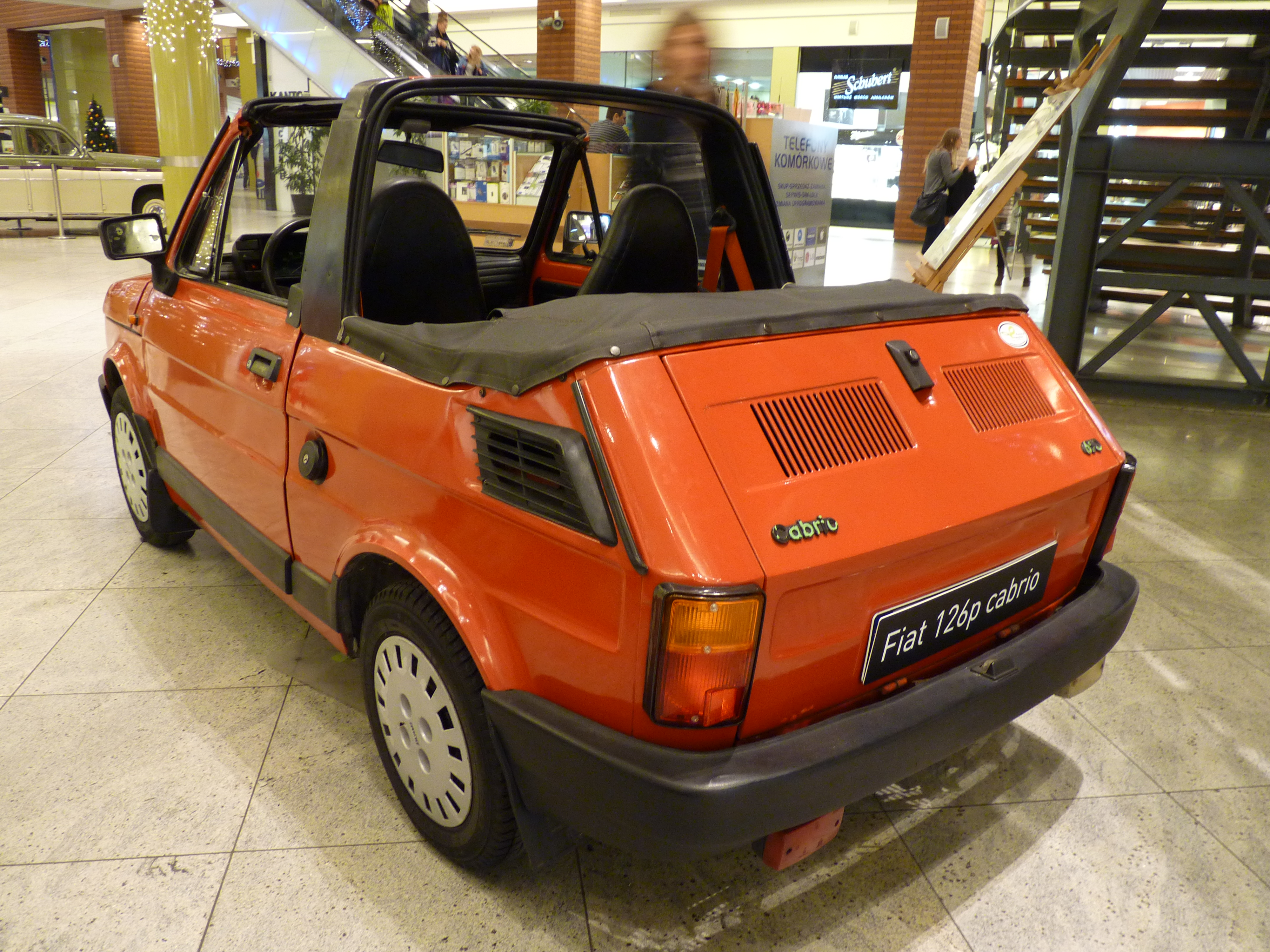
Polski Fiat 126p Cabrio ззаду
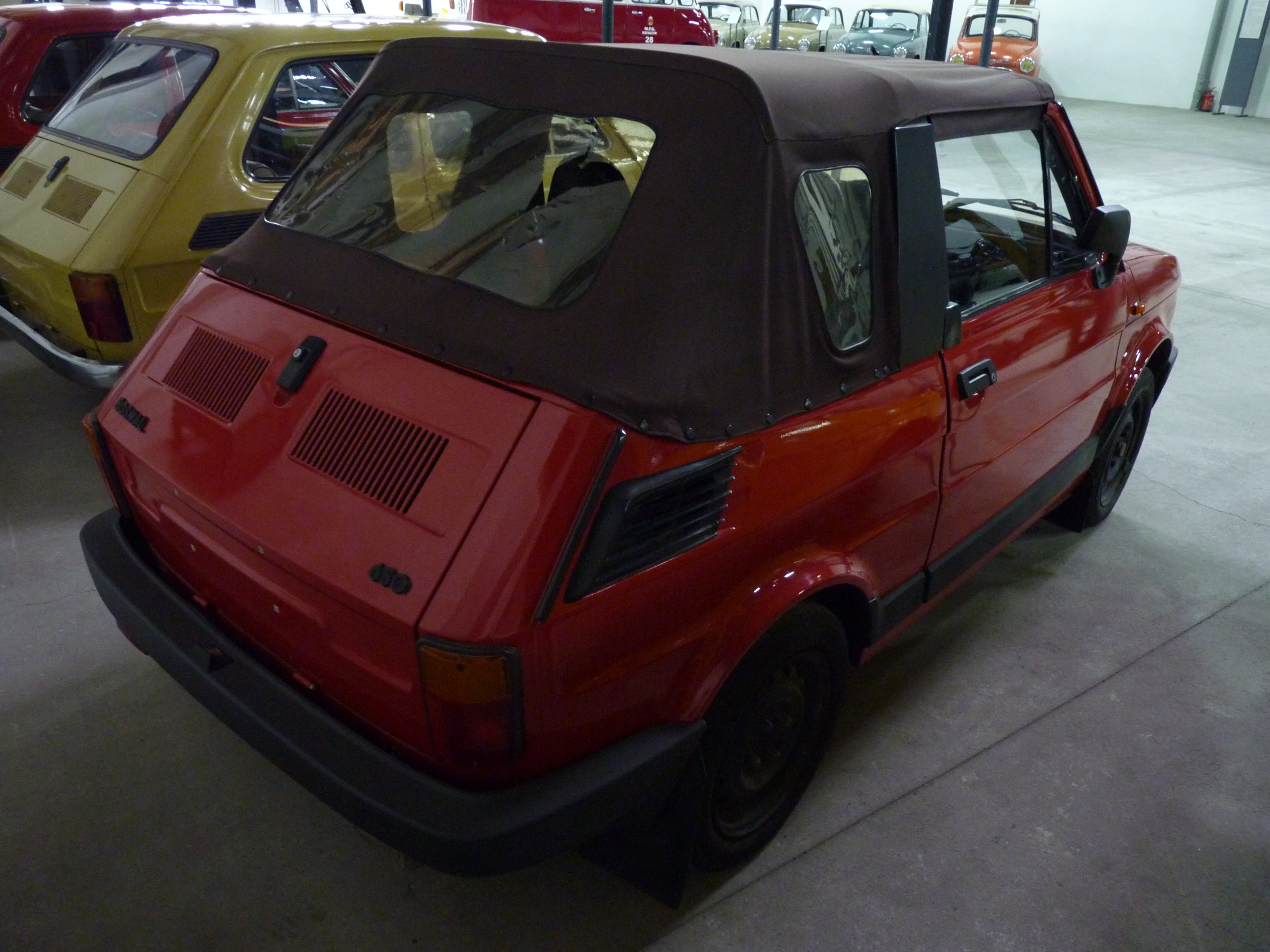
Polski Fiat 126p Cabrio з розкладеним дахом
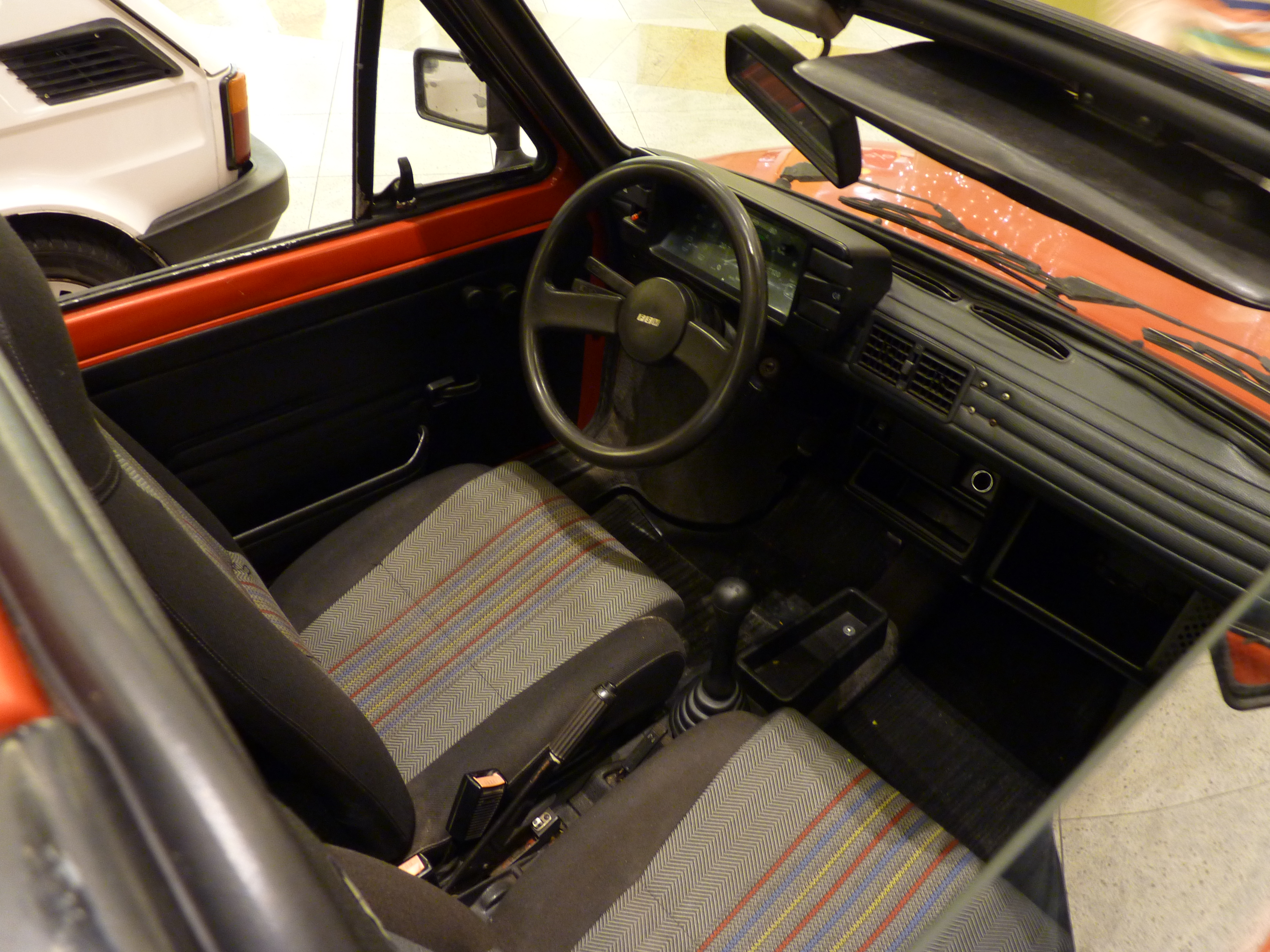
Polski Fiat 126p Cabrio салон

## Прототипи моделей та модифікації
- Fiat 126p Bombel
- Fiat 126p Long
- Fiat 126p Kombi
- Fiat 126p NP (передньопривідний)
- Fiat 126p з дизельним двигуном
- Fiat 126p у військовій версії
- LPT (легкий евакуаційний всюдихід)
- Wszędołaz (гусеничний всюдихід)
- BOSMAL 126 el Cabrio (кабріолет);  •  Malubats (без даху);  •  POP 2000 (без даху) ...

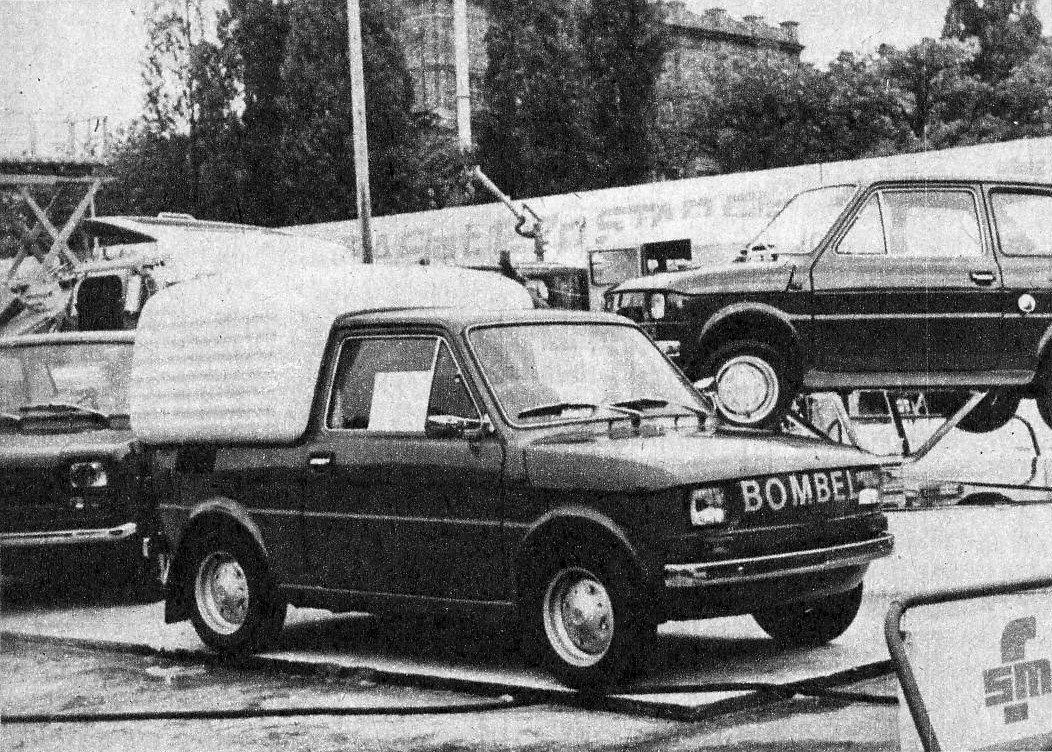
Польський Fiat 126p Bombel на MTT в Познані (1974)
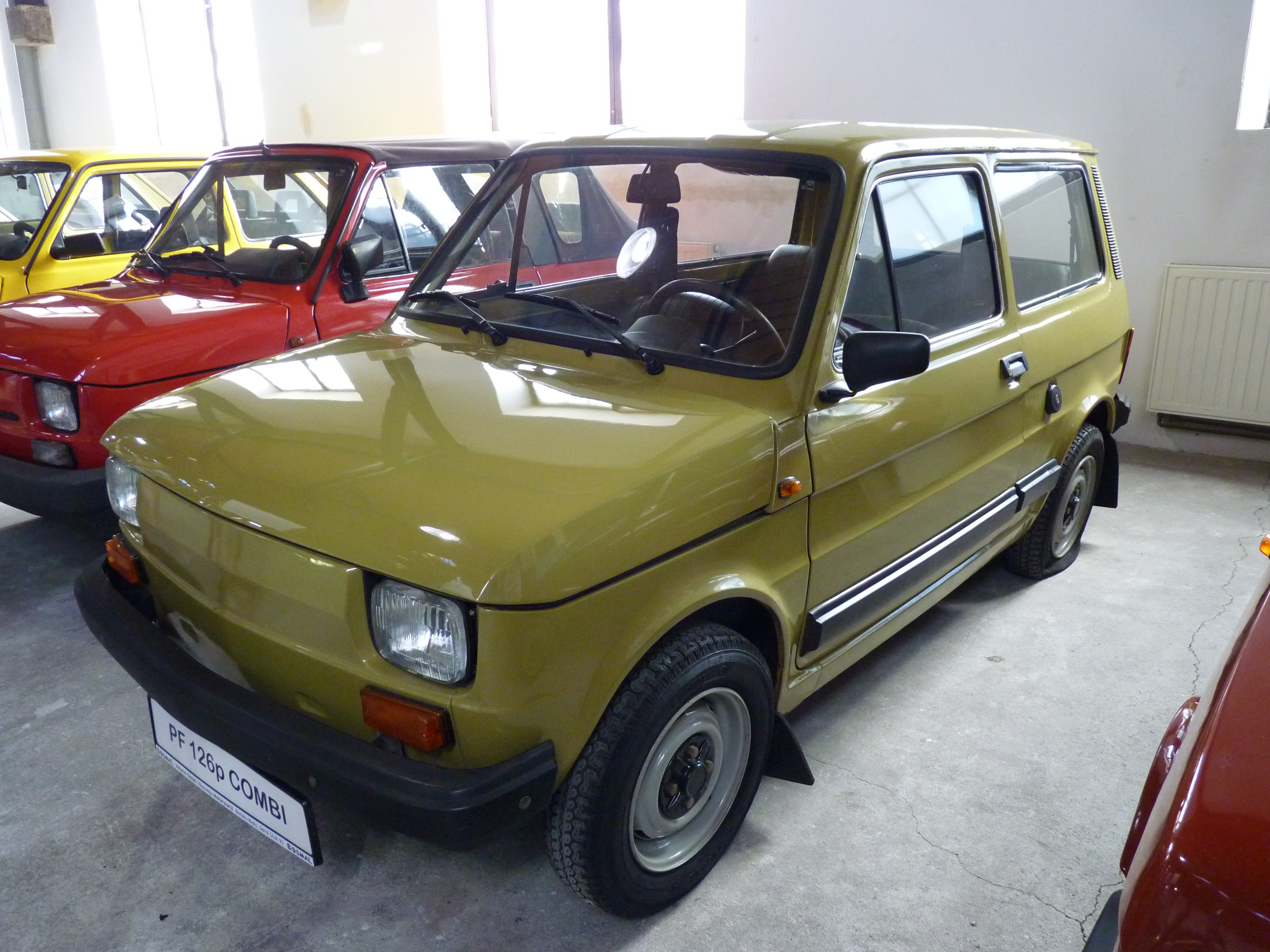
Польський Fiat 126p Kombi
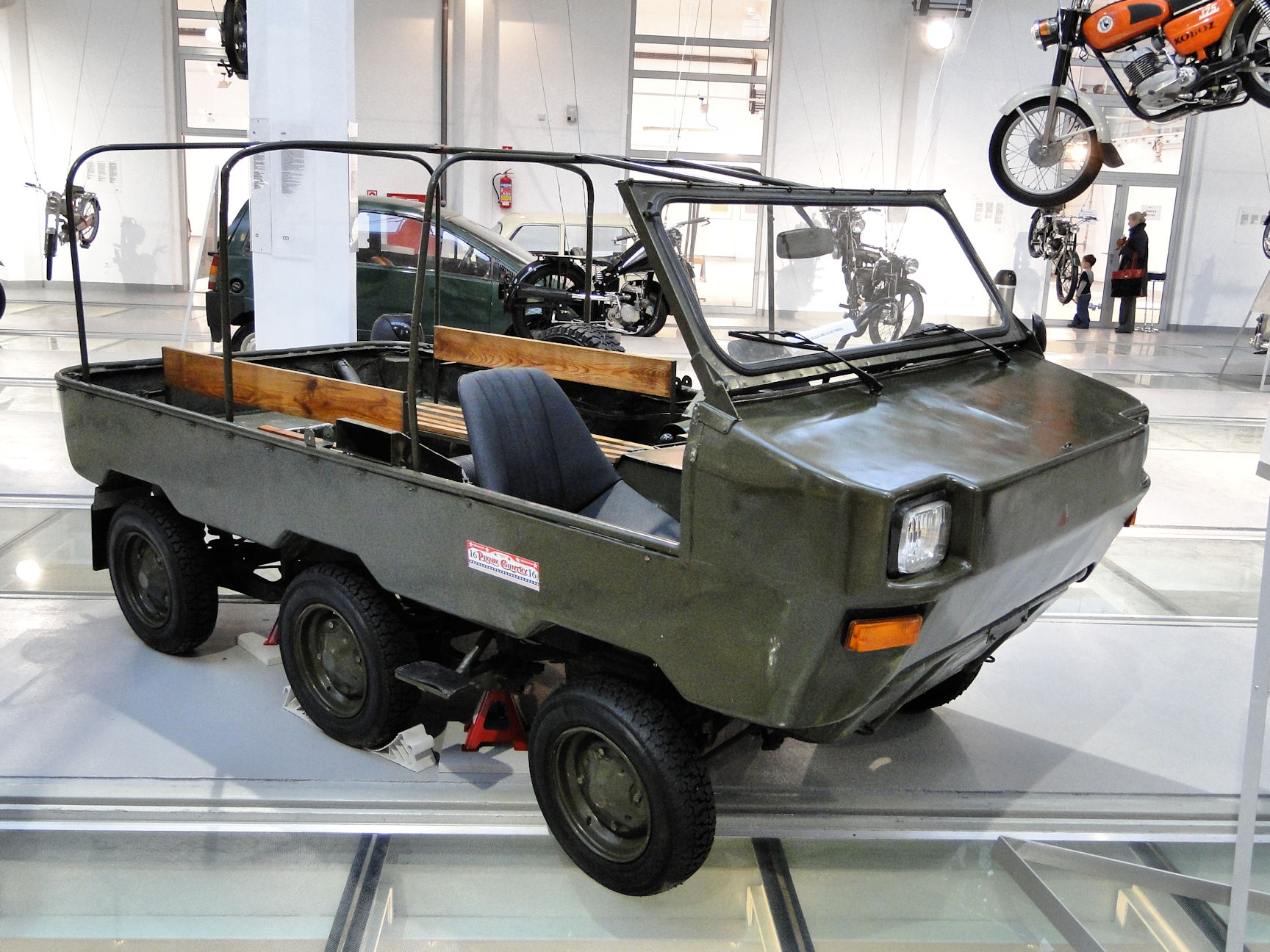
LPT
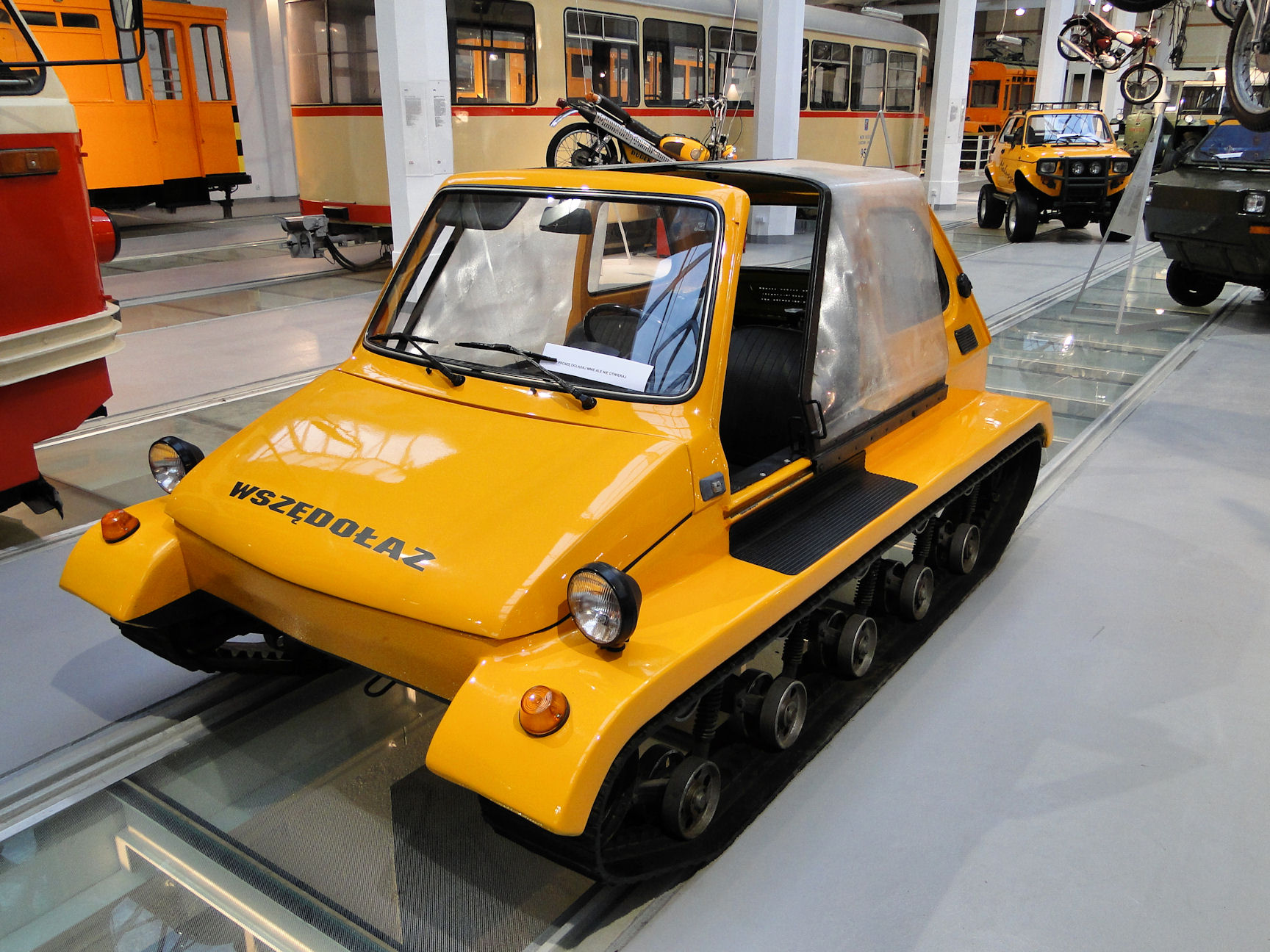
Wszędołaz
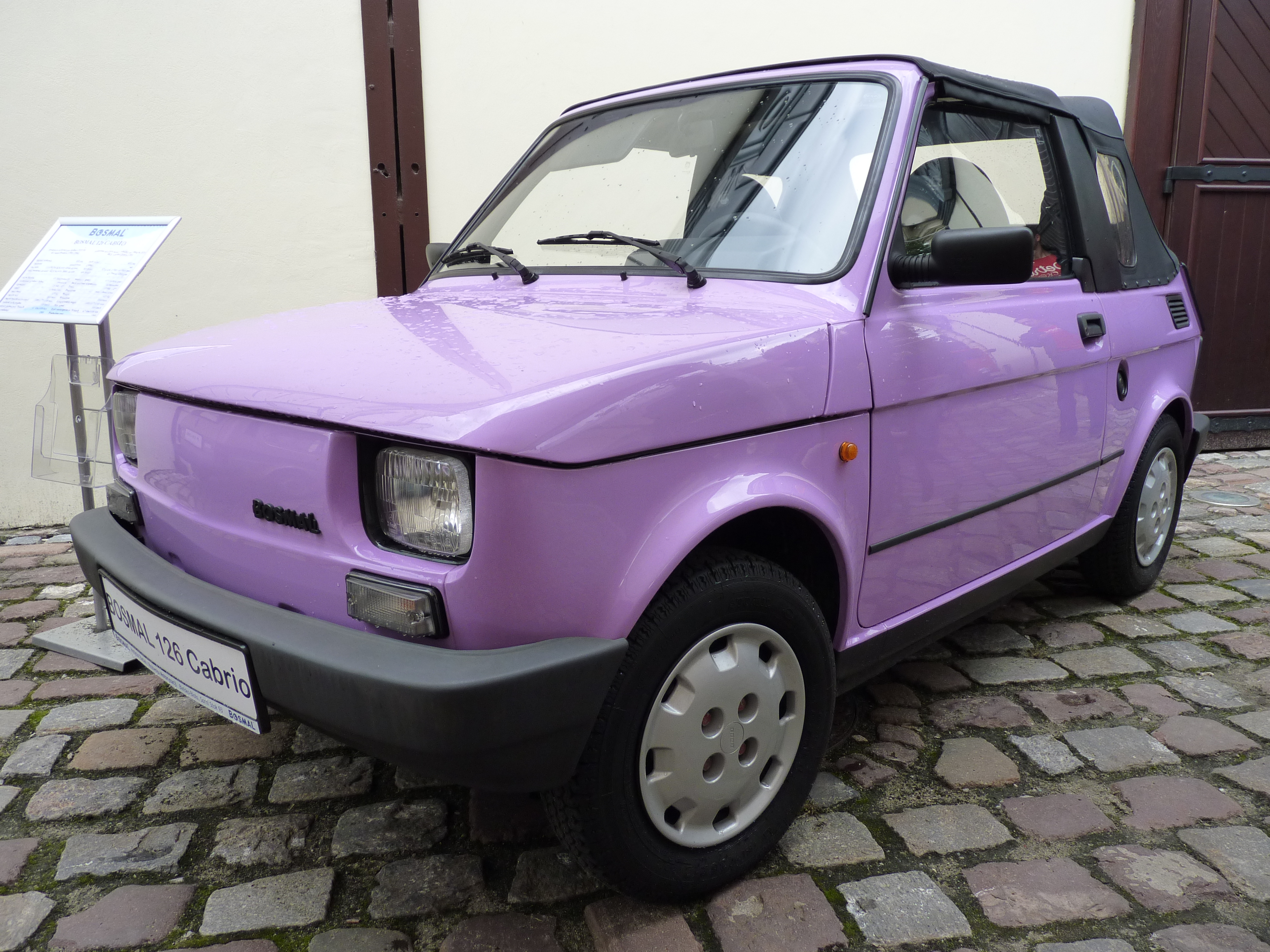
BOSMAL 126 el Cabrio
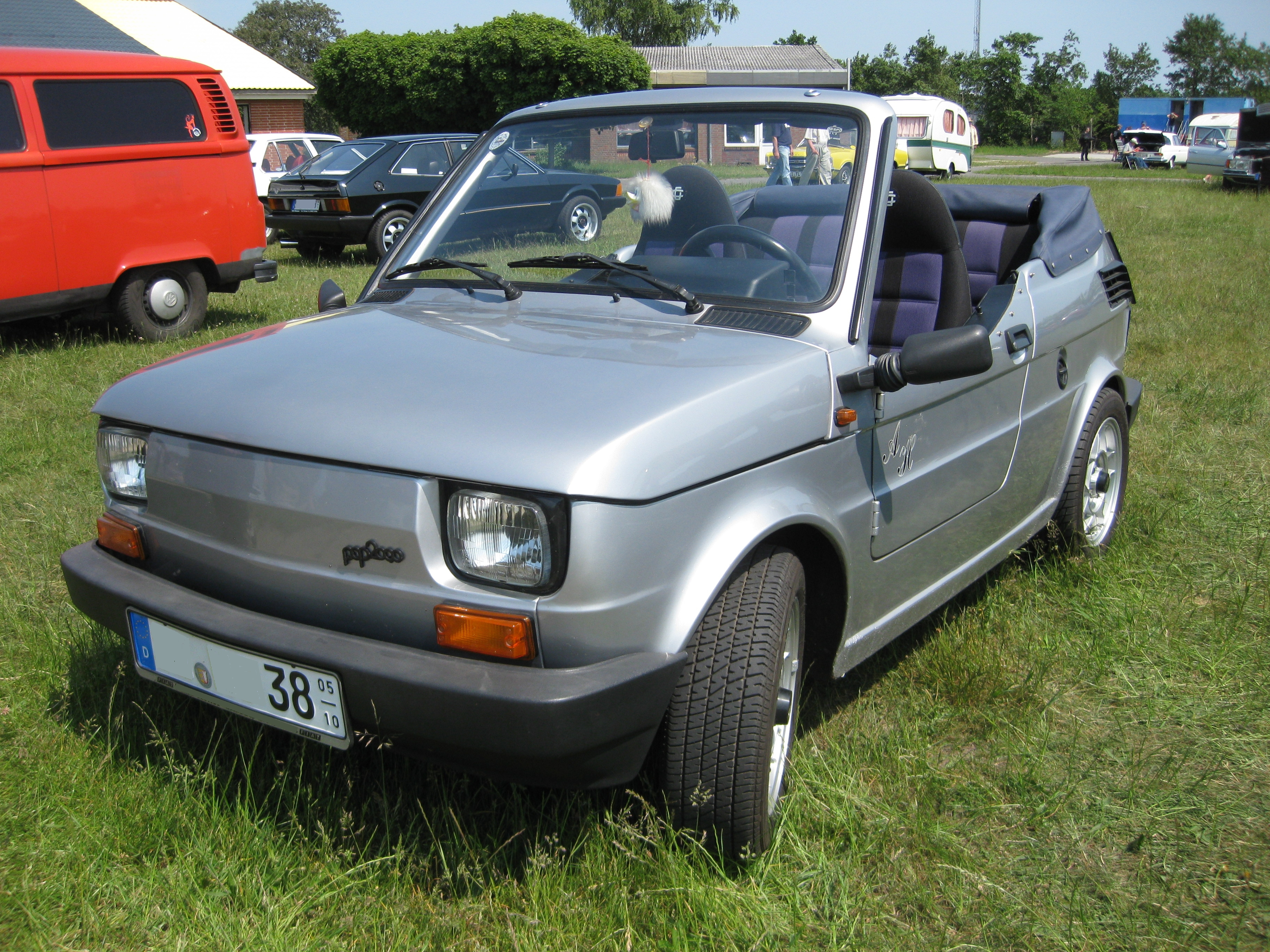
Pop 2000 Cabrio
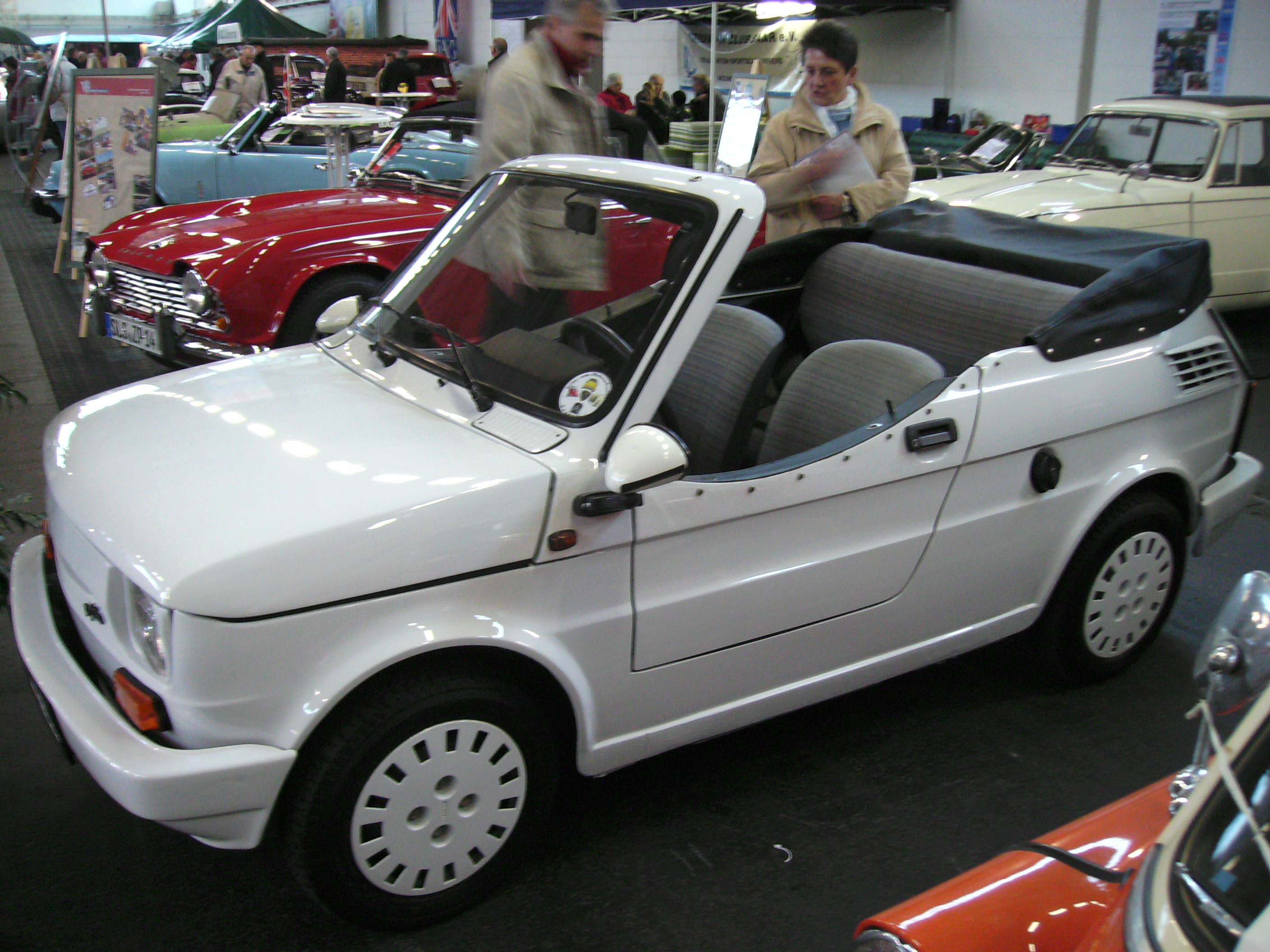
Pop 650 Cabrio

## Призвіська
Польською мовою він називається Maluch (малюх), що буквально означає «малюк» або маленький (і був офіційною назвою з 1997 року), а також mały Fiat («малий Фіат»), на відміну від Fiat 125p, який називається duży Fiat («великий Фіат»). У деяких регіонах його також називають Kaszlak, буквально «кашель» kaszel, "кашель", оскільки звук його двигуна нагадує кашель при запуску двигуна).
Албанською мовою він відомий як Kikirez (кікірес), що означає «маленький півень».
Сербською, хорватською та боснійською мовами вона відома як Peglica (що означає «маленьке залі́зко» / «маленька праска»), або, іноді, як "klompa" (що означає „сабо“ / «деревняки»).
Словенською мовою 126-ий також називають Bolha («блоха»), та Piči-poki (вільно перекладається як «швидкий-і-гучний»), або Kalimero на словенському примор'ї на честь мультиплікаційного персонажа Калімеро.

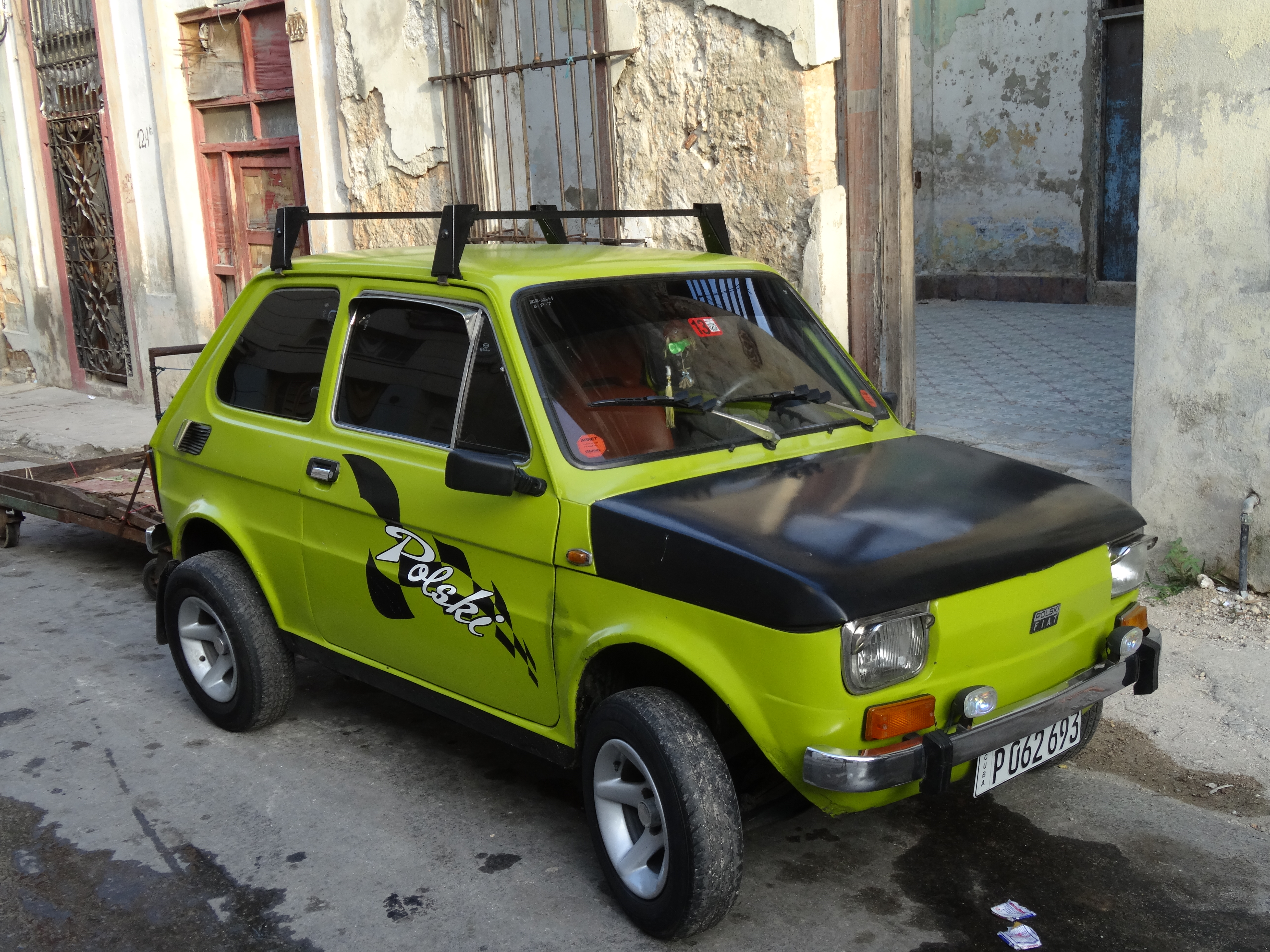
Fiat 126p в Гавані (Куба), березень 2014

Угорською мовою він відомий як kispolszki «Маленький польський» (тоді як 125p — це nagypolszki, що означає «Великий польський»), та kispolák («Маленький поляк») або kispók («Маленький павук»); також авто отримало прізвисько egérkamion, що означає «мишача фура».
У німецькій мові Fiat 126 був відомий як Bambino (бамбіно), що в перекладі з італійської означає дитина.
Кубинською іспанською мовою він відомий як Polqi або Polaquito, що означає «Маленький поляк» або «Маленький польський чоловік», і завдяки кубинській винахідливості деякі з них мають двигуни від Daewoo Tico і навіть Lada-2107. Чилійською іспанською як Bototo.

## Похідні моделі

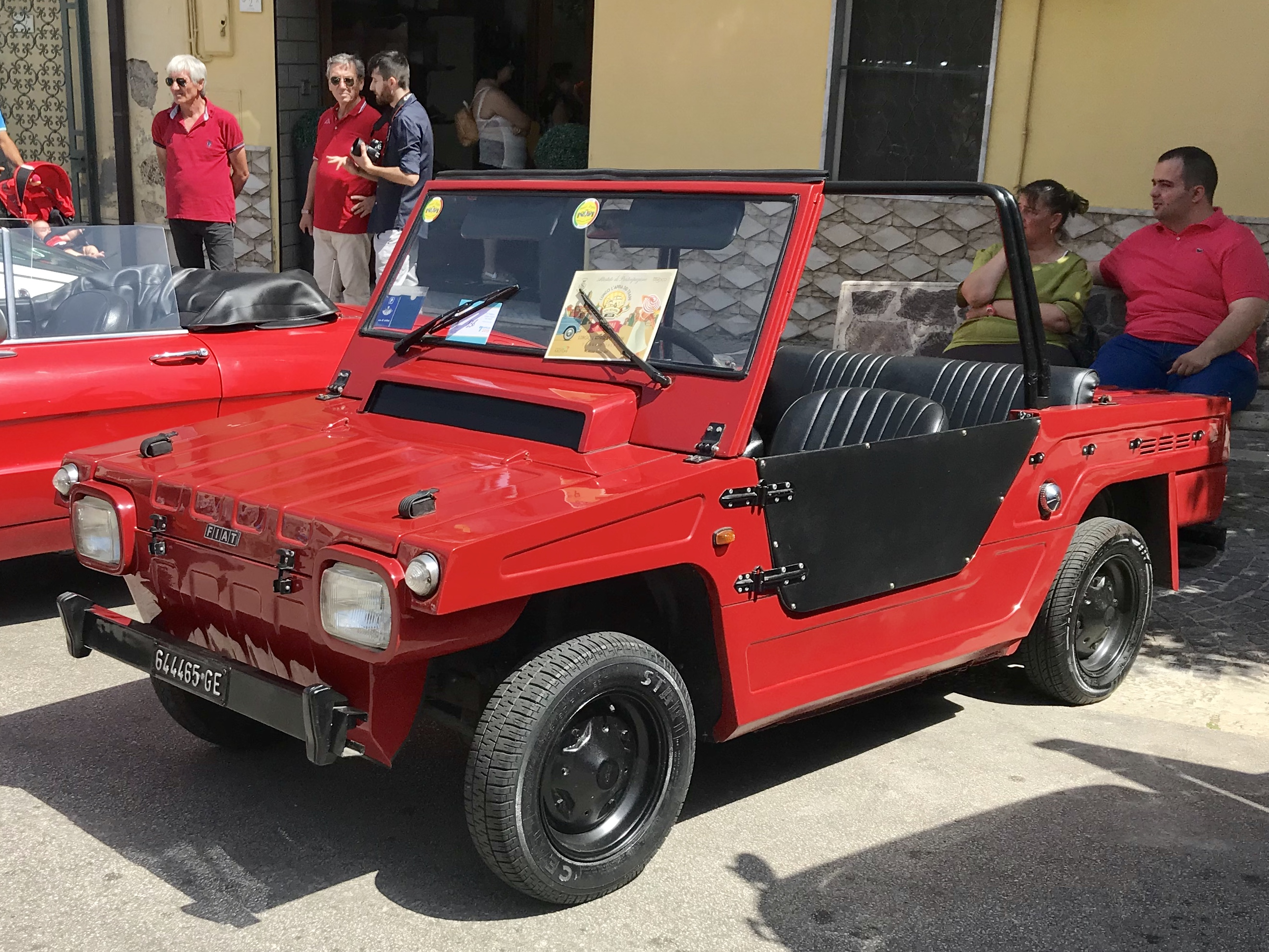
Fiat 126 Savio Jungla

Лінійка «126» також значною мірою надихнула «133», вироблений Fiat Concord SA в Аргентині та SEAT в Іспанії як SEAT 133, зовні дуже схожий на модель «126», але є похідною від Fiat 850 та SEAT 850. «126» також надихнув на створення деяких спеціальних версій, побудованих невеликими серіями іншими виробниками кузовів, включаючи «126 Jungla Savio», спадкоємця «600 Jungla» і «126 Moretti Minimaxi», автомобіль, який частково нагадує Mini Moke. Іншою інтерпретацією була версія самого FIAT, який представив «126 Cavalletta».

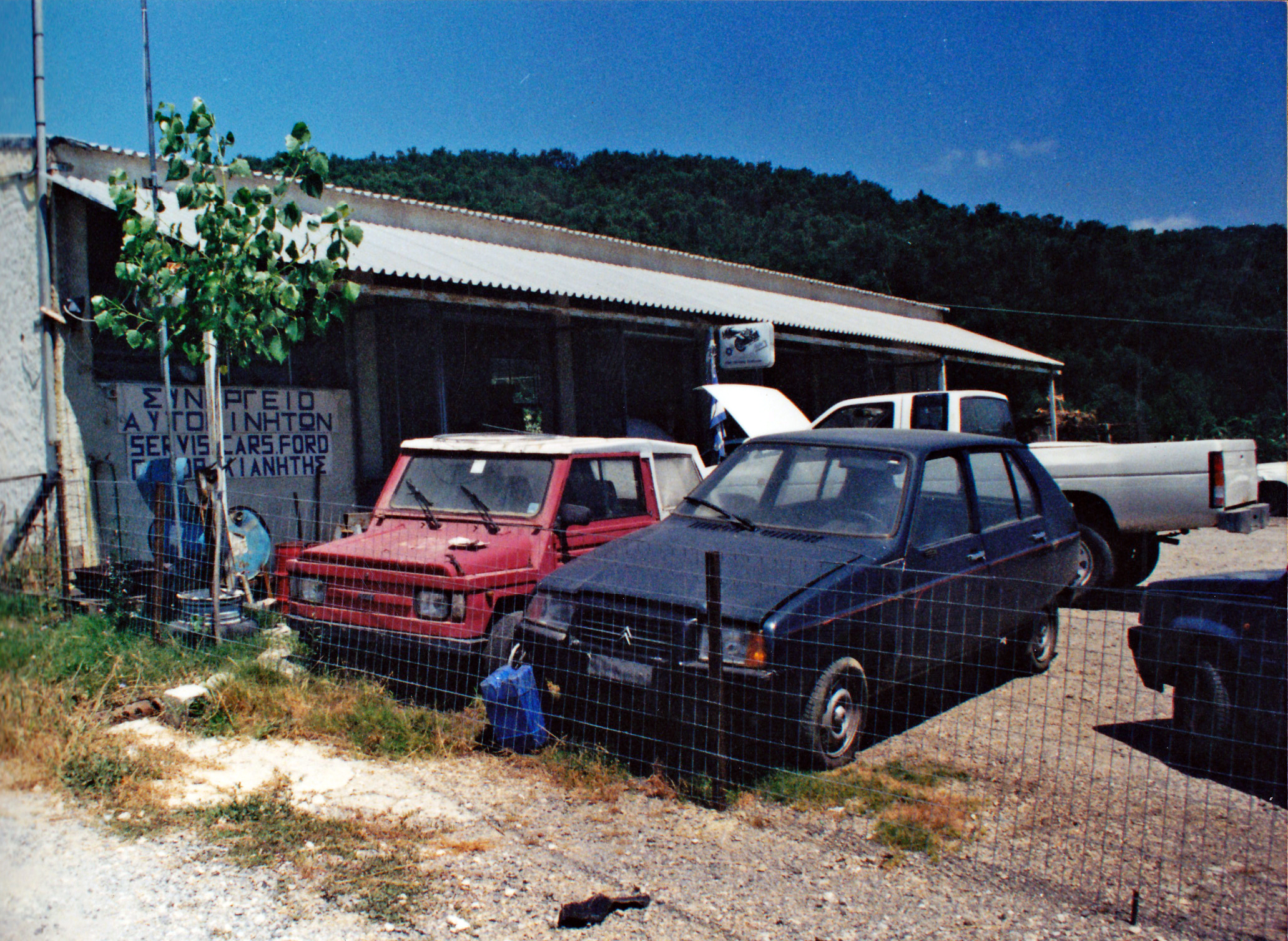
Fiat 126 Moretti Minimaxi (ліворуч) поруч із Citroën Visa

Цікаво відзначити, що комплектації «Personal» продавалися під різними назвами в різних країнах: якщо в Італії це «126 Personal 4», то в Польщі це «126 P 650», в Швейцарії та Німеччині (з двигуном потужністю 23 к.с.) «126 Bambino» і в Англії це «126 De Ville». У сімдесятих роках у Німеччині кілька сотень продавалися під брендом «FIGO 126», оснащених 2-тактним двигуном об'ємом 250 см³ фірми Goggomobil. Вони призначалися для людей зі спеціальним водійським посвідченням (більше не видається) для автомобілів водотоннажністю менше 250 см³. В Італії, з іншого боку, був помічений "Valjolly Junior" — триколісний транспортний засіб з дизельним двигуном і «126» кузовом, на якому можна було їздити з правами категорії A.

### Fiat 126 Cavalletta
«126 Cavalletta» — спеціальна версія, представлена на Туринському автосалоні 1976 року. Частина типу, який тоді визначався як Spiaggina, складалася з багатоцільового транспортного засобу, який був відомий як Spiaggina („саранча“) через свою форму. Cavalletta був спроектований на основі досвіду, набутого виробниками кузовів, пов'язаних з Fiat, при створенні численних моделей „Spiaggina“ за попередні двадцять років.
Передбачалася можлива збірка жорсткого даху, який може використовуватися також в зимові місяці, і оснащений єдиним двигуном Fiat 500 Giardiniera, що дозволило існувати невеликому задньому вантажному відсіку. Він мав довжину 3'072 метри, ширину 1'368 метрів і висоту 15 см від землі. Продуктивність була практично ідентична такій у стандартному «126». Незважаючи на доброзичливість відгуків до проєкту, «Cavalletta» не викликала очікуваного інтересу публіки і не була випущена, залишаючись цінним концепт-каром.